# Geary (Nouveau-Brunswick)
Pour les articles homonymes, voir Geary.
Geary est une communauté rurale canadienne située au Nouveau-Brunswick dans le comté de Sunbury. La rivière Oromocto traverse la communauté qui est située à environ 5 km au sud d'Oromocto. Geary est connu comme étant l'hôte de la plus grande piste de course automobile, Speedway 660, dans les provinces de l'Atlantique.

## Annexe